# Bandundu
Bandundu, korábbi, gyarmati nevén Banningville vagy Banningstad, a Kongói Demokratikus Köztársaság nyugati részében fekvő Kwilu tartomány városa. Az új alkotmány 2009. februári életbe lépése előtt a város Bandundu tartományhoz tartozott. A város a Kwilu-folyó partján, annak a Kasai-folyóba torkollása közelében, a fővárostól, Kinshasától 260 km-re fekszik. A városban beszélt nyelv a lingala.
A város gyarmati nevét Émile Banning, belga bölcsészről és irodalmárról kapta, aki fontos szerepet játszott a Kongói Szabadállam megalakulásáról folyt tárgyalások során.
A város repülőtere a Bandundu Airport (IATA: FDU, ICAO: FZBO)